# La Guamuchilera, Sinaloa kommun
La Guamuchilera är en ort i Mexiko.   Den ligger i kommunen Sinaloa och delstaten Sinaloa, i den västra delen av landet, 1 200 km nordväst om huvudstaden Mexico City. La Guamuchilera ligger 44 meter över havet och antalet invånare är 361.
Terrängen runt La Guamuchilera är platt. Runt La Guamuchilera är det ganska tätbefolkat, med 100 invånare per kvadratkilometer. Närmaste större samhälle är Leyva Solano, 18,0 km söder om La Guamuchilera. Trakten runt La Guamuchilera består till största delen av jordbruksmark.